# Arega
Arega is een plaats (freguesia) in de Portugese gemeente Figueiró dos Vinhos en telt 1154 inwoners (2001).